# Car condensatus
Car condensatus is een keversoort uit de familie Ithyceridae. De wetenschappelijke naam van de soort is voor het eerst geldig gepubliceerd in 1897 door Blackburn.